# Festungsfront Oder-Warthe-Bogen

Kế hoạch của MRU

Festungsfront Oder-Warthe-Bogen (Fortified Front Oder-Warthe-Bogen), còn được gọi là Festung im Oder-Warthe-Bogen hoặc Ostwall (Bức tường phía đông), và ở Ba Lan là Międzyrzecki Rejon Umocniony, là một tuyến phòng thủ quân sự được củng cố của Đức Quốc xã giữa các sông Oder và Warta, gần Międzyrzecz. Được xây dựng vào năm 1934-44, đây là hệ thống công sự tiên tiến nhất về công nghệ của Đức Quốc xã, và vẫn là một trong những hệ thống lớn nhất và thú vị nhất của loại hình này trên thế giới hiện nay. Nó bao gồm khoảng 100 cấu trúc phòng thủ bê tông được kết nối một phần bởi một mạng lưới các đường hầm dưới lòng đất. Một số pháo đài và đường hầm có sẵn để bước vào.
Phần thú vị nhất là phần trung tâm của nó, bắt đầu ở phía nam với cái gọi là Vòng Boryszyn gần làng Boryszyn và kéo dài khoảng 12 km về phía bắc. Một phần thú vị khác của MRU nằm ở Pniewo (Gmina Międzyrzecz). Ở phần trung tâm, các boongke được kết nối với nhau bằng một hệ thống đường hầm ngầm, dài 32 km và sâu tới 40 mét. Trong hệ thống ngầm cũng có các nhà ga, xưởng, phòng máy và doanh trại.
Đây cũng là nơi trú ẩn dơi dưới lòng đất lớn nhất châu Âu, là nơi trú ẩn cho khoảng 35.000 con dơi đến từ 12 loài vào mùa đông.

## Lịch sử
Các công trình thiết kế của tuyến phòng thủ kiên cố bắt đầu ở Đức vào năm 1932. Giai đoạn đầu tiên, cho đến năm 1935, bao gồm việc xây dựng các chướng ngại vật dưới nước và 12 boongke nhẹ. Adolf Hitler đã đến thăm công trường vào cuối năm 1935. Sự kết thúc của công trình đã được lên kế hoạch là vào năm 1951.
Quân đội Liên Xô đã chạm đến tuyến phòng thủ trong quá trình tấn công Vistula Cuộc Oder vào tháng 1 năm 1945, trước khi quân Đức có thể triển khai quân đội; tuyến phòng thủ đã bị hỏng trong ba ngày.